# Saint-Sever-Calvados

Saint-Sever-Calvados este o comună în departamentul Calvados, Franța. În 1 ianuarie 2018 avea o populație de 1.250 de locuitori.